# Dischidia fruticulosa
Dischidia fruticulosa är en oleanderväxtart som beskrevs av Henry Nicholas Ridley. Dischidia fruticulosa ingår i släktet Dischidia och familjen oleanderväxter. Inga underarter finns listade i Catalogue of Life.